# Mimmo Scarano
Domenico Scarano, detto Mimmo (Roma, 23 dicembre 1928 – Roma, 3 febbraio 2017), è stato un giornalista, dirigente d'azienda e autore televisivo italiano.

## Biografia
Mimmo Scarano dopo aver lavorato per anni come giornalista alla Gazzetta del Popolo ed al Giorno, divenne Capo Ufficio stampa della DC tra la fine degli anni '60 e l'inizio degli anni '70. 
Entrato in RAI, diventò il curatore  del settimanale TV7 che fece inchieste giornalistiche di grande rilievo (ad esempio sul tentato golpe Borghese, sulla strage di Piazza della Loggia a Brescia).
Fu in seguito il primo direttore di Rai 1 dopo la Riforma della RAI del 1975, quando a Rete Due fu nominato Massimo Fichera, e con la nascita di due telegiornali differenti il Tg1 e il Tg2.  
Realizzò l'ingresso della RAI nella produzione cinematografica con diversi film di grandi registi come Fellini con Prova d'orchestra, Ermanno Olmi con L'albero degli zoccoli (Palma d'Oro a Cannes nel 1978) ed altri.
Produsse con Rai 1 diverse fiction di successo come Gesù di Zeffirelli e Ligabue di Salvatore Nocita, le commedie di Eduardo e programmi giornalistici come Il Processo di Catanzaro sulla strage di Piazza Fontana.
Durante la sua direzione cercò di indirizzare la linea editoriale di Rai 1 verso un pubblico giovane, tra le quali Discoring, Piccolo Slam, Tilt e Non stop, ma anche trasmissioni storiche come Domenica in (ancora oggi in onda), Check-up ed introdusse il talk show televisivo con Bontà loro ed Acquario, condotti da Maurizio Costanzo.
Scarano lasciò la guida della Rete Uno nel 1980 dopo un'intervista data a Lietta Tornabuoni de La Stampa in cui denunciava le continue pressioni e l'ostilità di alcuni settori della DC contro alcuni programmi passati in tv.
Passò quindi dalla Rai a Rizzoli e dirigere Primarete Indipendente, nota come PIN, e dove Maurizio Costanzo fu direttore di Contatto, primo telegiornale privato. L'avventura di PIN, durerà poco a causa della querela che la Rai fece all'editore coinvolgendo la Corte costituzionale, infatti la sentenza ribadì alle televisioni private l'impossibilità di trasmettere a livello nazionale. In seguito i vertici della Rizzoli furono coinvolti nello scandalo della Loggia P2 e tra questi vi fu anche Maurizio Costanzo. Scarano fece trasmettere da PIN un'inchiesta sulla P2 e venne licenziato.
Scrisse poi nel 1985 - insieme a Maurizio De Luca - un libro sul caso Moro, Il mandarino è marcio.